# Basin City
Basin City és una concentració de població designada pel cens dels Estats Units a l'estat de Washington. Segons el cens del 2000 tenia 968 habitants.

## Demografia
Segons el cens del 2000, Basin City tenia 968 habitants, 219 habitatges, i 204 famílies. La densitat de població era de 116,4 habitants per km².
Dels 219 habitatges en un 68% hi vivien nens de menys de 18 anys, en un 71,7% hi vivien parelles casades, en un 13,2% dones solteres, i en un 6,4% no eren unitats familiars. En el 4,1% dels habitatges hi vivien persones soles l'1,8% de les quals corresponia a persones de 65 anys o més que vivien soles. El nombre mitjà de persones vivint en cada habitatge era de 4,42 i el nombre mitjà de persones que vivien en cada família era de 4,41.
Per edats la població es repartia de la següent manera: un 43,6% tenia menys de 18 anys, un 13,9% entre 18 i 24, un 29,1% entre 25 i 44, un 10,4% de 45 a 60 i un 2,9% 65 anys o més.
L'edat mediana era de 20 anys. Per cada 100 dones de 18 o més anys hi havia 114,1 homes.
La renda mediana per habitatge era de 29.444 $ i la renda mediana per família de 31.071 $. Els homes tenien una renda mediana de 23.438 $ mentre que les dones 21.071 $. La renda per capita de la població era de 8.461 $. Aproximadament el 22,9% de les famílies i el 18% de la població estaven per davall del llindar de pobresa.